# Parafia Świętych Apostołów Piotra i Pawła w Lewkowie Starym

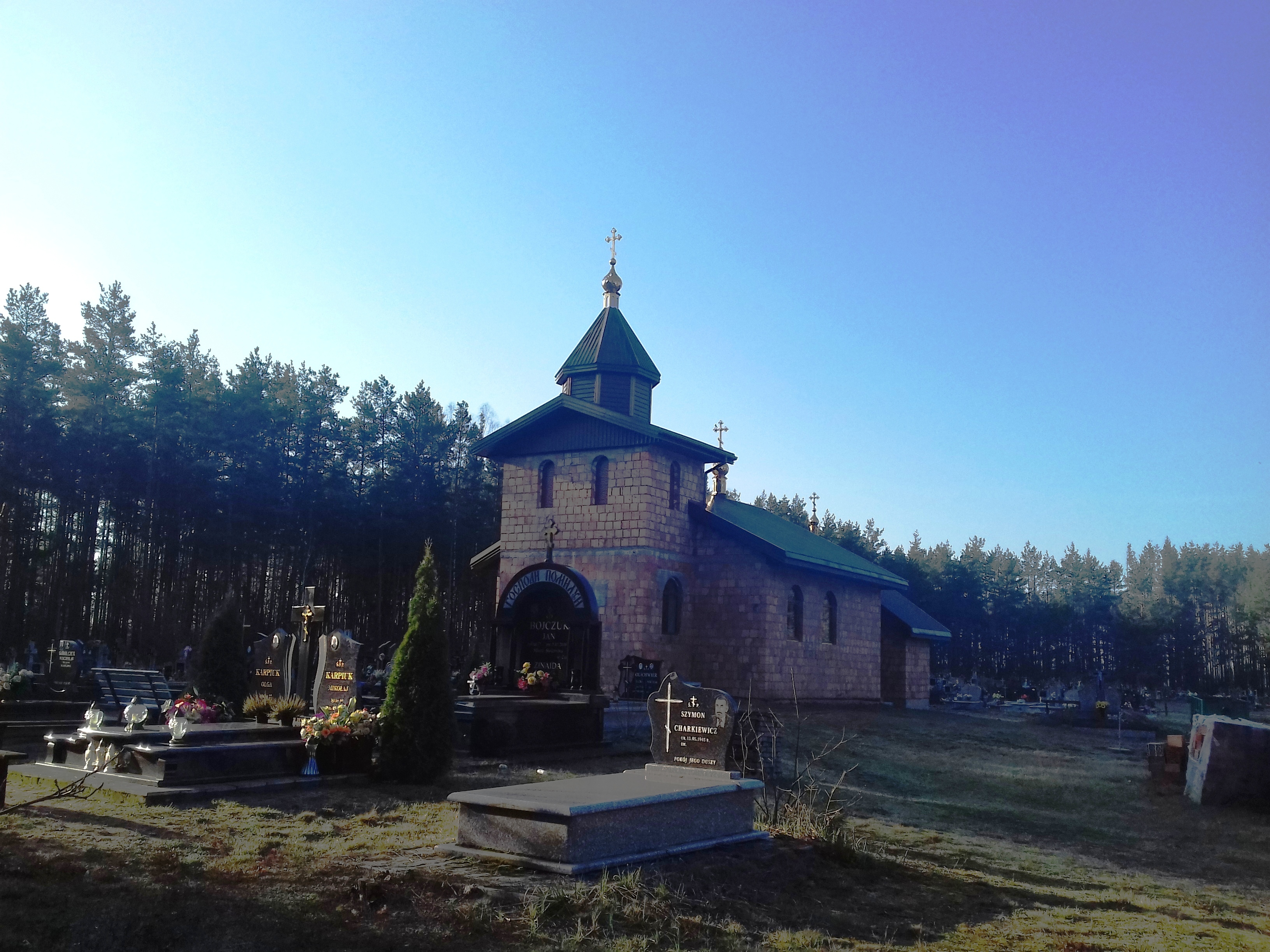
Cerkiew cmentarna Zmartwychwstania Pańskiego w Lewkowie Nowym

Parafia Świętych Apostołów Piotra i Pawła – parafia prawosławna w Lewkowie Starym, w dekanacie Hajnówka diecezji warszawsko-bielskiej.
Na terenie parafii funkcjonują 3 cerkwie:
- cerkiew Świętych Apostołów Piotra i Pawła w Lewkowie Starym – parafialna
- cerkiew św. Proroka Eliasza w Nowej Łuce – filialna
- cerkiew Zmartwychwstania Pańskiego w Lewkowie Nowym – cmentarna

## Historia
Pierwsze pisemne wzmianki o parafii pochodzą z 1505.
Na początku 1998 do parafii prawosławnej w Lewkowie Starym należały 324 rodziny (922 wiernych), będące  mieszkańcami miejscowości: Lewkowo Stare, Bernacki Most, Cieremki, Eliaszuki, Kapitańszczyzna, Lewkowo Nowe, Michnówka, Nowa Łuka, Ochrymy, Planta, Podlewkowie, Słobódka, Stary Dwór.

## Wykaz proboszczów
- 1574 – ks. Hieronim Kowalewski
- – ks. Jakub Artecki
- – ks. Stefan Bielewicz
- 1850–1864 – ks. Walerian Budziłowicz
- 1869 – ks. Bazyli Kraskowski
- 1911–1915 – ks. Piotr Mezit
- 1915 – ks. Tomasz Zienkiewicz
- przerwa w działalności parafii (bieżeństwo)
- 1924 – ks. Teodor Dietjewski
- 1924–1925 – ks. Paweł Wisielecki
- 1925–1930 – ks. Zotik Sosnowski
- 1930–1951 – ks. Jan Nowik
- 1951 – ks. Aleksander Nowik
- 1951–1960 – ks. Rafał Czystowski
- 1960–1972 – ks. Mikołaj Potapczuk
- 1972 – ks. Mikołaj Wakułowicz
- 1973–1976 – ks. Mikołaj Czurak
- od 1976 – ks. Leonidas Jankowski